# 1-Iodoadamantane
Le  1-iodoadamantane est un composé organique iodé dérivé de l'adamantane.